# Народний провулок (Київ)
Наро́дний прову́лок — провулок у Солом'янському районі м. Києва, місцевість Олександрівська слобідка. Пролягає від вулиці Андрія Головка до Народної вулиці. 

## Історія
Народний провулок виник в 1-й чверті ХХ століття під такою ж назвою (забудова розпочалася пізніше).